# 祖·蒙坦拿
小約瑟夫·克利福德·蒙坦拿（英語：Joseph Clifford Montana Jr.，1956年6月11日—）別稱，前美式足球運動員以及職業美式足球名人堂成員，司職四分衛，效力舊金山49人以及堪薩斯城酋長。1979年出道，效力舊金山49人達14年。1993年被交易到堪薩斯城酋長，蒙坦拿帶領舊金山49人四度晉身超級盃，悉數勝出。2000年提名為名人堂。

## 外部連結
- 祖·蒙坦拿在互联网电影资料库（IMDb）上的資料（英文）